# Зара Тіндолл
За́ра А́нна Елі́забет Філліпс (англ. Phillips), у шлюбі Тіндолл (англ. Zara Anne Elizabeth Tindall); нар. 15 травня 1981, Лондон, Англія) — британська вершниця. Найстарша онука британської королеви Єлизавети II та герцога Единбурзького Філіпа, донька принцеси Анни та її чоловіка, капітана Марка Філліпса.
Найбільш відома як британська вершниця, що спеціалізується на змаганнях з триборства. Срібна призерка Олімпійських ігор 2012 року у Лондоні, триразова переможниця чемпіонатів Європи з триборства, переможниця та срібна призерка Всесвітніх кінних ігор. Кавалер Ордена Британської імперії (2007).

## Ранні роки

Герб Зари Філліпс

Зара Філліпс, найстарша онука британської королеви Єлизавети II та герцога Единбурзького Філіпа, народилася у лікарні Святої Марії у Паддінгтоні (Лондон). На момент народження була на шостому місці у порядку престолонаслідування. Після народження у 2012 році племінниці Айли Філліпс перемістилася аж на чотирнадцяту позицію.
Батько Зари Марк Філліпс, на відміну від її матері, яка є Королівською принцесою, не мав до шлюбу жодного дворянського титулу та був потомственим військовослужбовцем. Однак саме на основі його герба засновано герб доньки.
Зара має старшого брата Пітера Філліпса та двох зведених сестер: Фелісіті Тонкін (народилася у 1985 році від зв'язку батька з коханкою Гізер Тонкін) і Стефані Філліпс, народжену в 1997 році у новому шлюбі батька з Сенді Пфлюгер.
Майбутня олімпійська чемпіонка у дитинстві закінчила привілейовану Школу Ґордонстоун у Шотландії. Під час навчання вона представляла свій навчальний заклад на змаганнях з хокею на траві, легкої атлетики та гімнастики. По завершенню школи навчалася у Ексетерському університеті за напрямком фізіотерапії коней.
Філліпс досить часто засмучувала королівську родину своїми діями. Вона не виявляла жодної краплі поваги до королівського кодексу поведінки, демонструвала ворожість до жорсткої дисципліни та завжди була «білою вороною» у сім'ї. Після закінчення коледжу Філліпс почала влаштовувати ще більше провокацій та публічних скандалів, аби протиставити себе родині. Так, вона влаштовувала демонстрації пірсингу на день народження матері, влаштовувала у її резиденції гучні вечірки, які спонсорувала компанія з виготовлення сексуальної нижньої білизни, та робила ще безліч речей, які вважалися неприпустимими для онуки Єлизавети II.

## Кар'єра вершниці

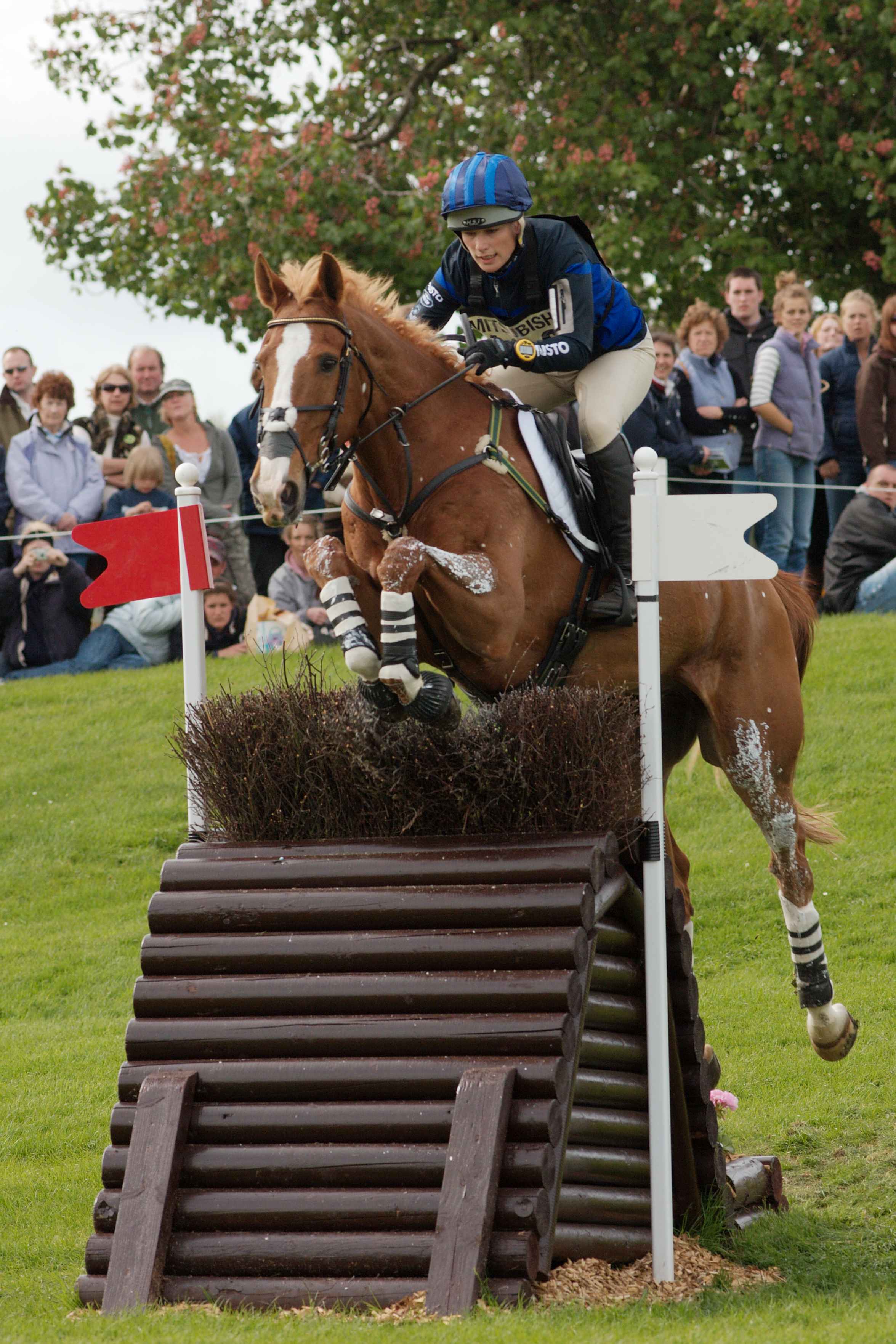
Зара Філліпс та Toytown. 2009 рік

Незважаючи на те, що у дитинстві Зара займалася багатьма різними видами спорту, сумнівів з приводу того, що саме вона обере, майже не виникало. Її батьки були доволі відомими особистостями у світі кінного спорту. Принцеса Анна свого часу ставала переможницею Чемпіонату Європи з кінного триборства, брала участь у Олімпійських іграх 1976 у Монреалі, очолювала Міжнародну федерацію кінного спорту. Чоловік Анни, Марк Філліпс, двічі брав участь у кінних змаганнях на Олімпійських іграх: у 1972 році він здобув «золото» мюнхенської Олімпіади у командному заліку, а у 1988 році в Сеулі британцям з Філліпсом у складі не вистачило зовсім трохи, аби піднятися на верхню сходинку п'єдесталу пошани. У підсумку — срібна медаль у командних змаганнях з триборства.
У 1999 році, за підтримки батька та мачухи Зара Філліпс придбала 7-річного мерина на ім'я Toytown, з яким були пов'язані усі її найбільші успіхи найближчих років. У 2002 році Філліпс посіла друге місце у індивідуальному заліку Чемпіонату Європи з триборства серед молоді, а вже наступного року підписала спонсорський договір з компанією Cantor Index — одним з лідерів світового фінансового ринку.
Кропітка робота вершниці та коня на тренуваннях, підкріплена фінансовою підтримкою, доволі швидко дала про себе знати. У 2005 році Філліпс та Toytown стали абсолютними переможцями Чемпіонату Європи з триборства 2005 у Бленгеймі, здобувши «золото» як у індивідуальному, так і в командному заліку. Читачі The Sunday Times визнали вершницю найкращою спортсменкою року в Британії, за що їй було вручено відповідну пам'ятну нагороду. Всесвітні кінні ігри 2006 у Аахені лише підтвердили, що цей успіх був зовсім не випадковим. І якщо у командній першості збірна Великої Британії задовільнилася лише срібними нагородами, то Філліпс рівних у особистому заліку знову не було. Того ж року її було визнано «Персоною року у спорті» за версією BBC.
На жаль, продовжити переможну ходу і на континентальній першості 2007 року не вдалося через проблеми на етапі конкуру — лише шостий індивідуальний показник у підсумку. Втім, британська збірна у командних змаганнях своє досягнення дворічною давнини підтвердила, тож без золотої медалі Філліпс не залишилася.
У 2008 році Британська олімпійська асоціація оголосила, що Зара Філліпс буде брати участь у літніх Олімпійських іграх 2008 в Пекіні у складі збірної команди Великої Британії, однак травма Toytown на одному з тренувань стала причиною того, що вершниця від участі у Іграх відмовилася. Слід зазначити, що Олімпіаду 2004 року в Афінах Філліпс пропустила через таку саму травму коня.
25 жовтня 2008 року Філліпс впала з коня на ім'я Tsunami II на 15-й перешкоді в змаганнях з кросу у французькому По. Вердикт лікарів був не обнадійливим — перелом ключиці. Кінь, перекинувшись через живопліт, зламав собі шию, через що його довелося приспати. Цей випадок ненадовго вибив вершницю з обійми еліти світового триборства. Відновлюючись фізично та морально, Філліпс пропустила останні місяці 2008 року та деяку частину 2009 року, вперше з'явившись після травми на офіційних змаганнях лише 7 березня 2009 року.
11 червня 2012 року Зару Філліпс представили як члена збірної Британії з триборства на Олімпійських іграх 2012 року в Лондоні. Напередодні початку Ігор вона верхи на Toytown взяла участь у естафеті Олімпійського вогню, як останній «бігун» п'ятого дня. У змаганнях вона брала участь з новим конем на ім'я High Kingdom та здобула срібну нагороду турніру у командному заліку.

## Спортивні результати[15]
| Рік  | Змагання                           | Місто               | Кінь         | МО | МК |
| ---- | ---------------------------------- | ------------------- | ------------ | -- | -- |
| 2012 | Літні Олімпійські ігри 2012        | Лондон              | High Kingdom | 8  | 2  |
| 2007 | Чемпіонат Європи з триборства 2007 | Пратоні дель Віваро | Toytown      | 6  | 1  |
| 2006 | Всесвітні кінні ігри 2006          | Аахен               | Toytown      | 1  | 2  |
| 2005 | Чемпіонат Європи з триборства 2005 | Бленгейм            | Toytown      | 1  | 1  |

## Суспільна діяльність
Філліпс підтримує чимало благодійних ініціатив та суспільних заходів. У 2003 році вона та її мати взяли участь у церемонії надання імен двом кораблям у Саутгемптоні. З їх легкої руки свої назви отримали круїзні лайнери Oceana та Adonia.
Філліпс часто відвідує різноманітні благочинні заходи задля допомоги тим, хто її потребує. У 2005 році вона продала на аукціоні сукню, яку вдягала на прем'єру фільму Фаворит, щоб зібрати кошти для допомоги постраждалим від цунамі. З 1998 до 2005 року Філліпс займала посаду президентки Клубу16-24, головною ціллю якого було привернути увагу молодих людей до перегонів. Також вона була тісно пов'язана з організацією, що займається дослідженнями у сфері покращення якості життя людей з травмами спинного мозку, та центром лікування раку у дітей.
Не оминає увагою Філліпс і заходи, призначені для дітей з особливими потребами, людей з інвалідністю та важкохворих. Вона продовжила справу своєї родини з патронажу госпіталю для хворих дітей, а у 2006 році взяла участь у заходах в рамках спеціальному благодійного дня в підтримку Cantor Fitzgerald, співробітники якого загинули під час теракту 11 вересня 2001 року. У 2007 році Філліпс стала покровителькою Фонду травмованих вершників Майка Девіса.
У 2009 році Філліпс взяла участь у турнірі з покеру серед знаменитостей, що відбувся у Монако. Ціллю турніру був збір коштів для допомоги гуманітарній місії у суданському Дарфурі. А у жовтні 2010 року Філліпс знову була присутня на турнірі з зіркового покеру, цього разу у Лондоні, який проводився для допомоги британському центру дослідження раку, головною патронкою якого є саме вона.
Зара Філліпс стала першою з членів королівської родини, що з'явилася у рекламі. У 2007 році вона знялася у рекламі Land Rover.

## Одруження
21 грудня 2010 року в Букінгемському палаці було оголошено про заручини Зари Філліпс з регбістом Майком Тіндоллом, який виступав за клуб «Глостер» та національну збірну Англії. Пара познайомилася на змаганнях з регбі у Австралії в 2003 році завдяки принцу Гаррі. Зара отримала від Майка обручку з платини та діамантів.
Весілля відбулося 30 липня 2011 року в церкві Канонгейт в Единбурзі. Наречена була вбрана у сукню від Стюарта Парвіна та діадему, що належала її прабабці Алісі фон Баттенберг, принцесі Грецькій та Данській. Це було перше королівське весілля у Шотландії за останні майже 20 років. Як гостей було запрошено велику кількість зірок регбі та кінного спорту.

## Дизайн одягу
У 2009 році Зара Філліпс оголосила, що починає розробку власної лінії одягу для верхової їзди спільно з компанією Musto. Модельний ряд отримав назву ZP176, символізуючи собою номер, який було надано Філліпс під час першого виступу у складі національної команди своєї країни. Офіційно лінію було запущено у липні 2010 року.